# Chicken Girls
Chicken Girls ist eine US-amerikanische Jugendserie aus dem Jahr 2017. Am 5. September 2017 fand die Premiere auf dem Onlinesender Brat TV statt.

## Handlung
Erzählt wird die Geschichte einer Gruppe von Mädchen. Bekannt als "Chicken Girls", haben die Mädchen schon immer getanzt. Es wird gezeigt, wie die Mädchen ihre Erfahrungen mit dem Tanzen, Freundschaften, Verknalltheit und dem Erwachsenwerden sammeln. Doch als die Mädchen in Staffel 3 ihr erstes Jahr an der Attaway High School beginnen, ändert sich alles für die Mädchen. In Staffel 7 gründet Harmony ihre eigene Gruppe von Chicken Girls. Wird die neue Mädchengruppe die Middle School mit all den Verleumdungen und dem Drama mit den Jungs überleben?

## Besetzung
| Darsteller            | Rolle               | Staffel | Zeitraum |
| --------------------- | ------------------- | ------- | -------- |
| Hayley LeBlanc        | Harmony McAdams     | 1–      | 2017–    |
| Coco Quinn            | Katie               | 5, 7–   | 2019–    |
| Enzo Lopez            | Peyton "PK" Kaye    | 7–      | 2020–    |
| Skyler Aboujaoude     | Leyla               | 7–      | 2020–    |
| Santiago Carrera      | Gus                 | 7–      | 2020–    |
| Liam-Alexander Newman | Darnell Walker      | 7–      | 2020–    |
| Aidan Prince          | Edward "Eggie" Kham | 7–      | 2020–    |
| Kheris Rogers         | Bella "Bel" Bosker  | 7–      | 2020–    |
| Elliana Walmsley      | Claire Fitzroy      | 7–      | 2020–    |
| Corinne Joy           | Simone              | 7–      | 2020–    |

| Darsteller         | Rolle             | Staffel | Zeitraum  |
| ------------------ | ----------------- | ------- | --------- |
| Jules LeBlanc      | Rhyme McAdams     | 1–8     | 2017–2021 |
| Hayden Summerall   | Tommy "T.K." Kaye | 1–8     | 2017–2021 |
| Riley Lewis        | Quinn Forrester   | 1–8     | 2017–2021 |
| Indiana Massara    | Rooney Forrester  | 1–8     | 2017–2021 |
| Mads Lewis         | Birdie Kaye       | 1–7     | 2017–2020 |
| Aliyah Moulden     | Luna              | 1–6     | 2017–2020 |
| Rush Holland       | Flash             | 1–6, 8  | 2017–2021 |
| Dylan Conrique     | Kayla Seltzer     | 1–4, 7  | 2017–2020 |
| Carson Lueders     | Ace               | 1–4     | 2017–2019 |
| Matt Sato          | Robbie Robbins    | 2–6     | 2018–2020 |
| Paul Toweh         | Ty Walker         | 3–6, 8  | 2018–2021 |
| Marhly Murphy      | Stephanie Stewart | 2–6     | 2018–2020 |
| Donovan Miller     | Wes               | 5–7     | 2019–2020 |
| Pilot Paisley-Rose | Astrid Davison    | 5–7     | 2019–2020 |
| Avani Gregg        | Gemma             | 6       | 2020      |
| Matteo Gallegos    | Jordan            | 7–8     | 2020–2021 |
| Thaddeaus Ek       | Leo               | 8       | 2021      |